# Cylistella sanctipauli
Cylistella sanctipauli är en spindelart som beskrevs av Soares, Camargo 1948. Cylistella sanctipauli ingår i släktet Cylistella och familjen hoppspindlar. Inga underarter finns listade i Catalogue of Life.